# Embraer Legacy 450
Embraer Legacy 450 – brazylijski samolot biznesowy brazylijskiej firmy Embraer.